# Yejong (Goryeo)
Yejong, né le 11 février 1079 et mort le 15 mai 1122, est le seizième roi de la Corée de la dynastie Goryeo. Il a régné du 10 novembre 1105 à sa mort.